# Shoshana Damari
Shoshana Damari (Dhamar, 31 marzo 1923 – Tel Aviv, 14 febbraio 2006) è stata una cantante e attrice israeliana, nota come la "Regina della musica ebraica".

## Discografia
- Voice Of Israel 1949
- Israeli Highlights 1950
- Israeli Romantic Songs 1950
- Songs Of Israel 1956
- Hora Mamteyra 1959
- Migdalor 1959
- Shoshana! 1963
- Chants D'Israel 1966
- Songs Of Israel 1968
- Shoshana Damari 1959
- In Concert 1980
- Light 1988
- ביתי שלי 2001

## Filmografia
- Collina 24 non risponde (Giv'a 24 eina ona), regia di Thorold Dickinson (1955)
- B'Ein Moledet, regia di Nuri Habib (1956)

## Riconoscimenti
- Premio Israele 1988[3]